# Fernando Lorenzen

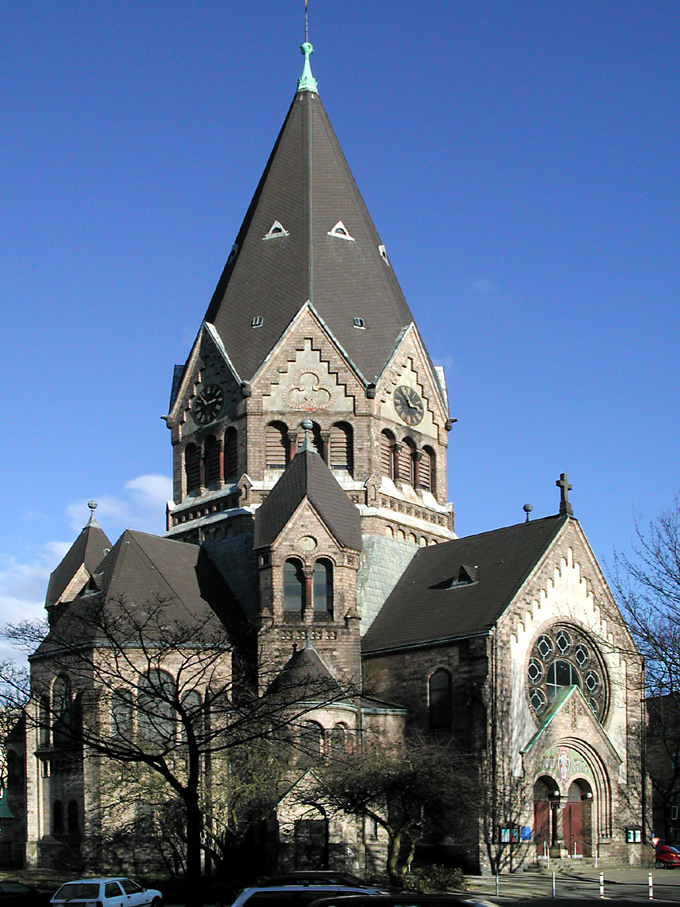
Gnadenkirche in Hamburg-St. Pauli

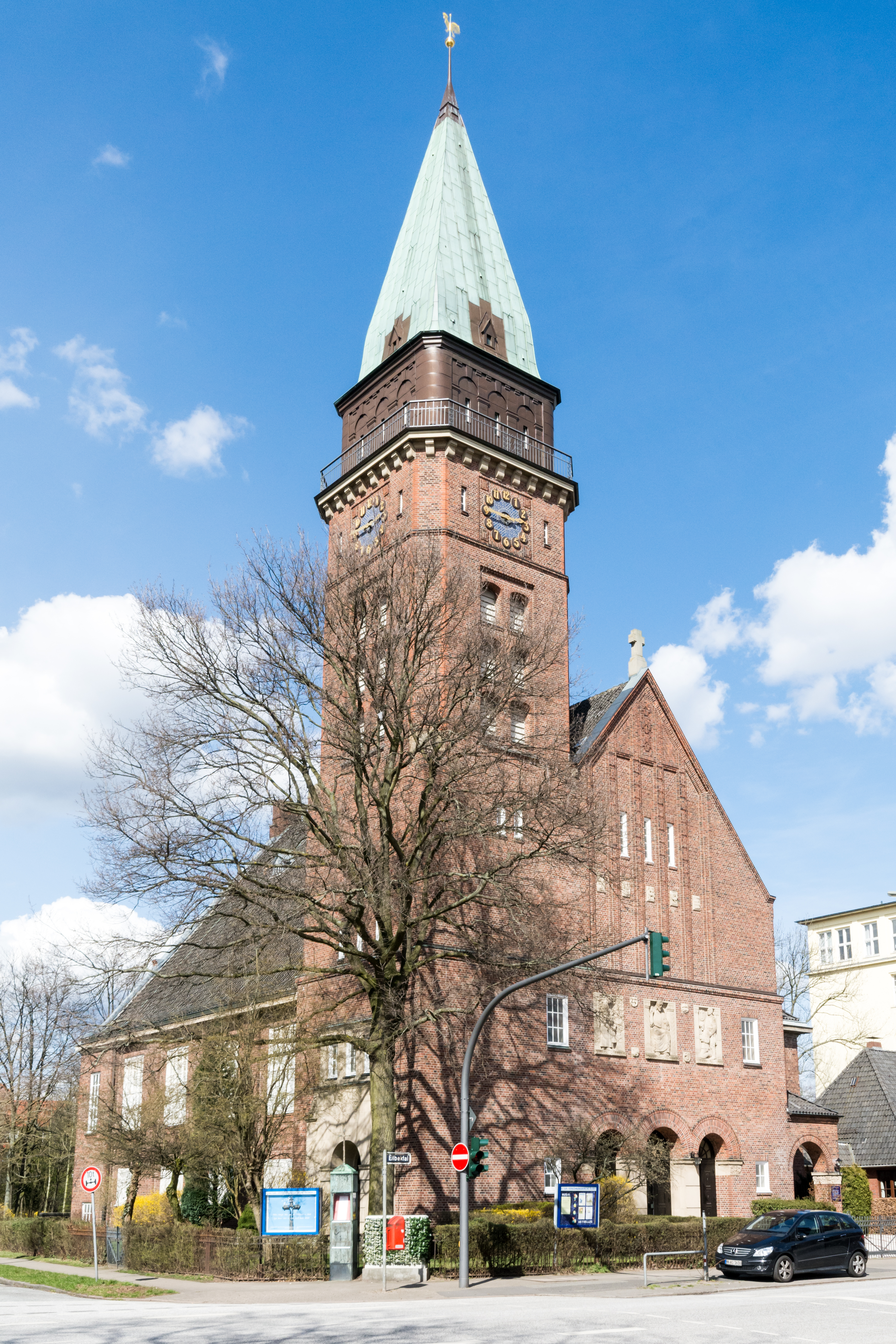
Versöhnungskirche Eilbek

Fernando Lorenzen (* 8. August 1859 in Hamburg; † 10. Mai 1917 in Altona) war ein deutscher Architekt, der vor allem durch zahlreiche Kirchenbauten in Hamburg in Erscheinung trat.

## Leben
Lorenzen studierte Architektur bei zwei der wichtigsten Kirchbaumeister des 19. Jahrhunderts, zunächst bei Conrad Wilhelm Hase am Polytechnikum Hannover und anschließend beim Hase-Schüler Johannes Otzen in Berlin. Durch Hase und Otzen wurde Lorenzen im Sinne der von diesen vertretenen neogotischen Architektur geprägt, die in der zweiten Hälfte des 19. Jahrhunderts als Stilform des Historismus vor allem im norddeutschen Kirchenbau Anwendung fand. Als Bauführer beim Bau der von Otzen entworfenen Altonaer Friedenskirche kehrte Lorenzen 1893 nach Hamburg zurück, wo er sich im Anschluss selbständig machte.
Nach Wettbewerbserfolgen konnte Fernando Lorenzen eine Vielzahl von Kirchen in Hamburg realisieren. Zunächst noch von der neogotischen Schule seiner Lehrmeister geprägt, löste er sich allmählich von historistischen Bauformen und wandte sich schließlich neuen Tendenzen der Reformarchitektur zu, die kurz vor dem Ersten Weltkrieg auch in Hamburg zum Durchbruch gelangte. Sein letzter, erst nach seinem Tod fertiggestellter Kirchenbau, die Eilbeker Versöhnungskirche, zeichnet sich bereits durch schlichte Formen und eine nun im Kontext der Heimatschutzarchitektur zu verstehende Backsteinverkleidung aus.
Neben seiner Tätigkeit als Kirchenbaumeister führte Lorenzen in den Hamburger Elbvororten eine Vielzahl herrschaftlicher Villen aus, die ganz dem zeitgenössischen Stilempfinden der Jahrhundertwende entsprachen. So war er maßgeblich an der Aufschließung und Anlage des Villengebiets Hochkamp beteiligt. Während des Ersten Weltkriegs verstarb Lorenzen 1917 in der Hamburger Nachbarstadt Altona nach einer Gallenoperation im Alter von erst 57 Jahren. Er wurde auf dem Nienstedtener Friedhof beigesetzt. Mit Lina Lorenzen geb. Meiner (1870–1952) hatte er  drei Kinder.
Nach Lorenzen ist seit 1929 eine Straße in der Hamburger Jarrestadt benannt, die Lorenzengasse. Seit 2009 trägt der Fernando-Lorenzen-Platz im Stadtteil Groß Flottbek ebenfalls seinen Namen.

## Werk (Auswahl)
- 1896–1898: Kreuzkirche in Hamburg-Ottensen
- 1901: Christuskirche in Hamburg-Wandsbek (im Zweiten Weltkrieg teilweise zerstört, später durch einen Neubau ersetzt)
- 1898–1901: St.-Annen-Kirche in Hamburg-Hammerbrook (im Zweiten Weltkrieg zerstört, später abgerissen)
- 1903: Gestaltung des Innenraums der Erlöserkirche in Hamburg-Borgfelde (im Zweiten Weltkrieg zerstört, 1952 durch einen Neubau ersetzt)
- 1906–1907: Gnadenkirche in Hamburg-St. Pauli, heute Kirche des Hl. Johannes von Kronstadt zu Hamburg
- 1908–1910: Kreuzkirche in Hamburg-Wandsbek
- 1916–1920: Versöhnungskirche in Hamburg-Eilbek